# Municipio de Boyd (Carolina del Norte)
El municipio de Boyd (en inglés: Boyd Township) es un municipio ubicado en el  condado de Transilvania en el estado estadounidense de Carolina del Norte. En el año 2010 tenía una población de 3694 habitantes.

## Geografía
El municipio de Boyd se encuentra ubicado en las coordenadas 35°18′9.64″N 82°40′36.67″O / 35.3026778, -82.6768528.